# NGC 2832
NGC 2832 is een elliptisch sterrenstelsel in het sterrenbeeld Lynx. Het hemelobject werd op 13 maart 1850 ontdekt door de Ierse astronoom William Parsons. NGC 2832 is het helderste lid van de groep extragalactische stelsels Abell 779.

## Synoniemen
- UGC 4942
- MCG 6-21-15
- ZWG 181.24
- Arp 315
- PGC 26377